# Dan Gilroy
Daniel Christopher (Dan) Gilroy (Santa Monica, 24 juni 1959) is een Amerikaanse filmscenarist en regisseur. Hij is de broer van filmmakers Tony Gilroy en John Gilroy.

## Carrière
Dan Gilroy werd samen met zijn tweelingbroer John geboren op 24 juni 1959. Hij groeide op in een familie van filmmakers. Zijn vader was scenarist, regisseur en Pulitzerprijswinnaar Frank D. Gilroy. Zijn tweelingbroer John is een filmmonteur en zijn oudere broer Tony Gilroy is eveneens een scenarist en regisseur. Sinds 1992 is hij getrouwd met actrice Rene Russo.
Gilroy groeide op in Orange County (New York). Hij studeerde aan Washingtonville High School en Dartmouth College. 
In maart 1992 huwde hij met actrice Rene Russo, met wie hij een jaar later een dochter kreeg. Datzelfde jaar maakte hij zijn debuut als scenarist met de sciencefictionfilm Freejack van regisseur Geoff Murphy. In 2005 schreef hij het script voor het gokdrama Two for the Money, waarin zijn echtgenote Russo te zien was aan de zijde van Al Pacino en Matthew McConaughey. In 2012 schreef hij het scenario voor The Bourne Legacy, dat door zijn broer Tony geregisseerd werd en waarvan zijn tweelingbroer John de monteur was.
In 2014 maakte hij zijn regiedebuut met de misdaadthriller Nightcrawler. In de film, die hij bovendien zelf geschreven had, vertolkte zijn echtgenote opnieuw een hoofdrol. De prent leverde hem zijn eerste Oscarnominatie in de categorie "beste scenario" op.

## Prijzen en nominaties

### Academy Award
- Best Writing, Original Screenplay – Nightcrawler (2014) (genomineerd)

### BAFTA Award
- Best Original Screenplay – Nightcrawler (2014) (genomineerd)

## Filmografie
| Jaar      | Titel                 | Regisseur | Scenarist |
| --------- | --------------------- | --------- | --------- |
| 1992      | Freejack              |           |           |
| 1994      | Chasers               |           |           |
| 2005      | Two for the Money     |           |           |
| 2006      | The Fall              |           |           |
| 2011      | Real Steel            |           |           |
| 2012      | The Bourne Legacy     |           |           |
| 2014      | Nightcrawler          |           |           |
| 2017      | Roman J. Israel, Esq. |           |           |
| 2019      | Velvet Buzzsaw        |           |           |
| 2022-2025 | Andor                 |           |           |

## Stamboom
|  |  |  |  |  |  |  |  |                    |                    |                    |                    |                    |                    |  |  |  |  |                   |                   | Frank D. Gilroy (1925–2015) | Frank D. Gilroy (1925–2015) | Frank D. Gilroy (1925–2015) | Frank D. Gilroy (1925–2015) | Frank D. Gilroy (1925–2015) | Frank D. Gilroy (1925–2015) |  |  |                   |                   |                   |                   | Ruth Dorothy Gaydos | Ruth Dorothy Gaydos | Ruth Dorothy Gaydos | Ruth Dorothy Gaydos | Ruth Dorothy Gaydos | Ruth Dorothy Gaydos |                    |                    |                    |                    |                    |                    |
|  |  |  |  |  |  |  |  |                    |                    |                    |                    |                    |                    |  |  |  |  |                   |                   | Frank D. Gilroy (1925–2015) | Frank D. Gilroy (1925–2015) | Frank D. Gilroy (1925–2015) | Frank D. Gilroy (1925–2015) | Frank D. Gilroy (1925–2015) | Frank D. Gilroy (1925–2015) |  |  |                   |                   |                   |                   | Ruth Dorothy Gaydos | Ruth Dorothy Gaydos | Ruth Dorothy Gaydos | Ruth Dorothy Gaydos | Ruth Dorothy Gaydos | Ruth Dorothy Gaydos |                    |                    |                    |                    |                    |                    |
|  |  |  |  |  |  |  |  |                    |                    |                    |                    |                    |                    |  |  |  |  |                   |                   |                             |                             |                             |                             |                             |                             |  |  |                   |                   |                   |                   |                     |                     |                     |                     |                     |                     |                    |                    |                    |                    |                    |                    |
|  |  |  |  |  |  |  |  |                    |                    |                    |                    |                    |                    |  |  |  |  |                   |                   |                             |                             |                             |                             |                             |                             |  |  |                   |                   |                   |                   |                     |                     |                     |                     |                     |                     |                    |                    |                    |                    |                    |                    |
|  |  |  |  |  |  |  |  | Tony Gilroy (1956) | Tony Gilroy (1956) | Tony Gilroy (1956) | Tony Gilroy (1956) | Tony Gilroy (1956) | Tony Gilroy (1956) |  |  |  |  | Dan Gilroy (1959) | Dan Gilroy (1959) | Dan Gilroy (1959)           | Dan Gilroy (1959)           | Dan Gilroy (1959)           | Dan Gilroy (1959)           |                             |                             |  |  | Rene Russo (1954) | Rene Russo (1954) | Rene Russo (1954) | Rene Russo (1954) | Rene Russo (1954)   | Rene Russo (1954)   |                     |                     |                     |                     | John Gilroy (1959) | John Gilroy (1959) | John Gilroy (1959) | John Gilroy (1959) | John Gilroy (1959) | John Gilroy (1959) |
|  |  |  |  |  |  |  |  | Tony Gilroy (1956) | Tony Gilroy (1956) | Tony Gilroy (1956) | Tony Gilroy (1956) | Tony Gilroy (1956) | Tony Gilroy (1956) |  |  |  |  | Dan Gilroy (1959) | Dan Gilroy (1959) | Dan Gilroy (1959)           | Dan Gilroy (1959)           | Dan Gilroy (1959)           | Dan Gilroy (1959)           |                             |                             |  |  | Rene Russo (1954) | Rene Russo (1954) | Rene Russo (1954) | Rene Russo (1954) | Rene Russo (1954)   | Rene Russo (1954)   |                     |                     |                     |                     | John Gilroy (1959) | John Gilroy (1959) | John Gilroy (1959) | John Gilroy (1959) | John Gilroy (1959) | John Gilroy (1959) |